# Emyn Arnen
Emyn Arnen est le nom d'une chaîne de collines dans l'œuvre de l'écrivain britannique J. R. R. Tolkien. Elles se trouvent dans l'Ithilien en Gondor, en vue de Minas Tirith, au sud de la vallée de Morgul.
C'est là que résida Faramir en tant que prince d'Ithilien après le couronnement d'Aragorn.